# Causse-de-la-Selle
Causse-de-la-Selle (okzitanisch: Lo Causse de la Cèla) ist ein Ort und eine südfranzösische Gemeinde mit 443 Einwohnern (Stand: 1. Januar 2022) im Département Hérault in der Region Okzitanien (vor 2016: Languedoc-Roussillon). Sie gehört zum Arrondissement Lodève und zum Kanton Lodève. Die Einwohner werden Caussenards genannt.

## Lage
Causse-de-la-Selle liegt etwa 28 Kilometer nordwestlich von Montpellier. Umgeben wird Causse-de-la-Selle von den Nachbargemeinden Saint-Jean-de-Buèges und Saint-André-de-Buèges im Norden, Brissac im Nordosten, Saint-Martin-de-Londres im Osten, Argelliers im Süden und Südosten, Puéchabon im Süden, Saint-Guilhem-le-Désert im Südwesten sowie Pégairolles-de-Buèges im Westen. Die Buèges mündet hier (an der Grenze zu Brissac) in den Hérault.

## Bevölkerungsentwicklung

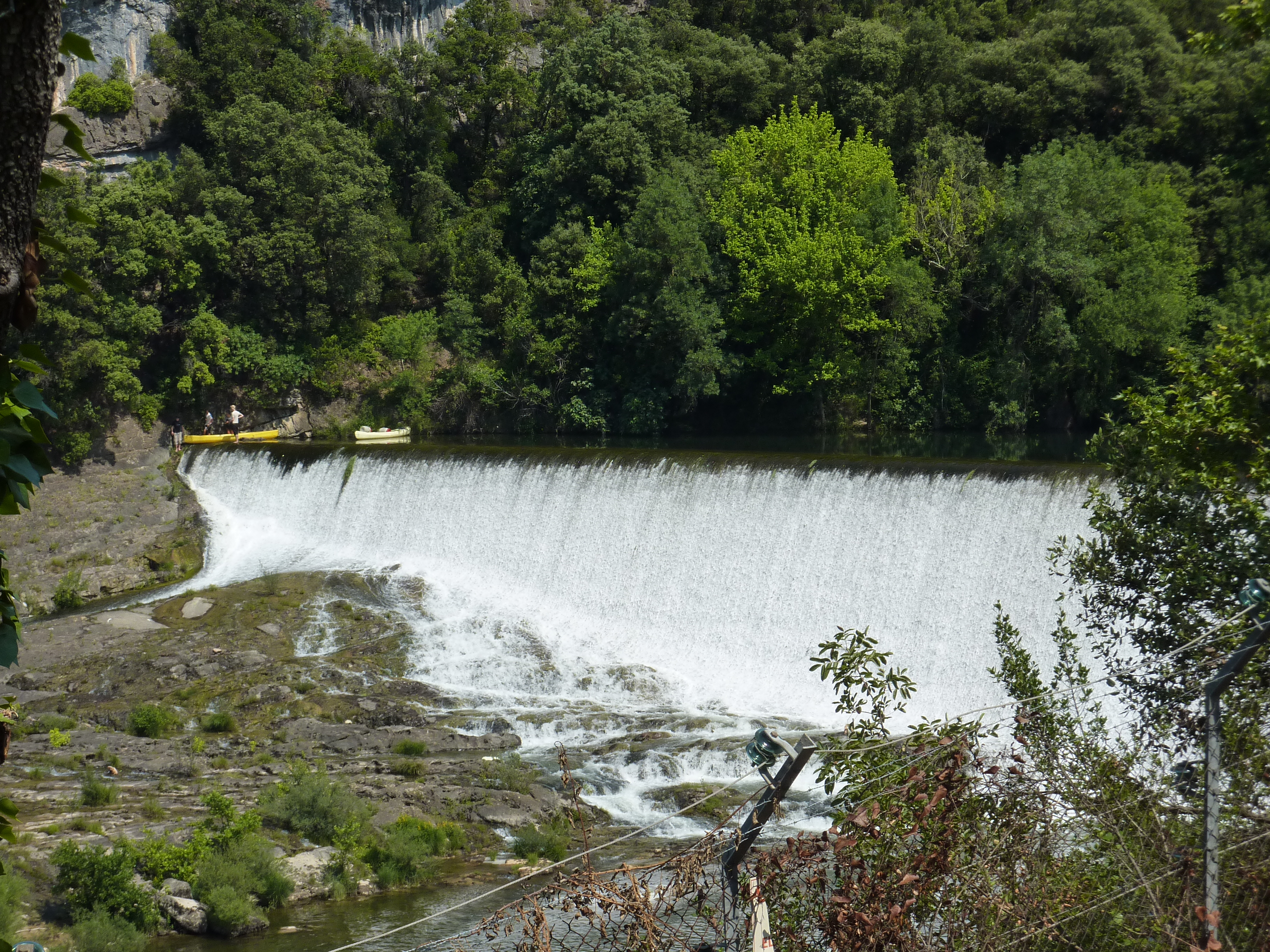
Wehr im Fluss Hérault bei Causse-de-la-Selle

| Jahr                       | 1962 | 1968 | 1975 | 1982 | 1990 | 1999 | 2006 | 2019 |
| Einwohner                  | 184  | 169  | 188  | 171  | 194  | 291  | 318  | 402  |
| Quellen: Cassini und INSEE |      |      |      |      |      |      |      |      |